# Euchaetes egle
La oruga Euchaetes egle es un insecto de la familia de las arctiidae, conocido comúnmente como oruga de los corales. Esta especie se encuentra mayormente en América del Norte, en regiones como Estados Unidos y Canadá. Las orugas de Euchaetes egle son conocidas por su llamativo y colorido aspecto, así como por su comportamiento defensivo.

## Características físicas
Las orugas de Euchaetes egle son de tamaño mediano, alcanzando una longitud promedio de alrededor de 4 a 5 centímetros. Su cuerpo es cilíndrico y segmentado, con una coloración predominantemente negra, pero marcado por franjas longitudinales de color naranja y blanco, que se asemejan a los corales marinos, de ahí su nombre común. Además, tienen una gran cantidad de pelos llamativos que pueden variar en colores como amarillo, blanco y negro.

## Ciclo de vida
El ciclo de vida de Euchaetes egle inicia cuando la hembra adulta deposita sus huevos en las plantas huésped. Las orugas emergen de los huevos y pasan por varias etapas de desarrollo llamadas instares. Cada instar se caracteriza por un cambio en la apariencia física de la oruga, así como en su tamaño. Durante estas etapas, las orugas de Euchaetes egle se alimentan de las hojas de las plantas huésped, que suelen ser arbustos y plantas herbáceas.
Las orugas Euchaetes egle tienen un comportamiento defensivo interesante. A medida que se ven amenazadas, liberan una sustancia química que es tóxica y que actúa como una señal de advertencia para los depredadores. Estas propiedades defensivas están vinculadas a las plantas huésped que consumen, ya que los compuestos químicos tóxicos son absorbidos de las hojas durante su alimentación.

## Desarrollo y metamorfosis
Después de pasar por varias etapas de desarrollo como orugas, las Euchaetes egle entran en la etapa de crisálida. Durante esta etapa, se transforman en un capullo que las protege mientras ocurre la metamorfosis. El capullo es producido por las propias orugas utilizando pelos de sus cuerpos y seda que producen. Una vez que están dentro del capullo, la oruga pasa por una transformación interna y emerge como una mariposa adulta.

## Conclusión
La oruga Euchaetes egle es un insecto fascinante que se caracteriza por su apariencia llamativa y su comportamiento defensivo. Su ciclo de vida y desarrollo están estrechamente vinculados a las plantas huésped de las cuales se alimentan, y su metamorfosis de oruga a mariposa es un ejemplo clásico de la transformación que ocurre en el mundo de los insectos. Estudiar y comprender a esta especie es importante para el estudio de la biodiversidad y la ecología de los ecosistemas en los que se desarrolla.